# Karl Follen

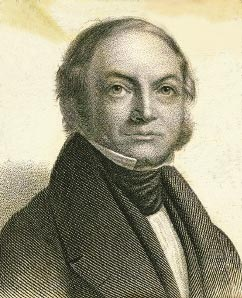
Karl Follen (1796–1840)

Karl Theodor Christian Friedrich Follen (auch: Follenius, später in den USA: Charles Follen; * 4. September 1796 in Romrod bei Alsfeld, Hessen; † 13. Januar 1840 auf dem Long-Island-Sund, USA) war ein deutsch-amerikanischer Jurist, Gelehrter, Schriftsteller, unitarischer Pfarrer und radikaler Demokrat des Vormärz.

## Familie
Sein Vater war der Gießener Hofgerichtsadvokat Christoph Follenius, (1759–1833), seine Mutter Rosine Follenius (1766–1800). Rosine Follenius hatte das von französischen Revolutionstruppen besetzte Gießen verlassen, so dass Karl in Romrod zur Welt kam. Der Vater prägte ihn durch eine christliche Erziehung. Er war der Bruder des Schriftstellers und Verlegers Adolf Ludwig Follen und Paul Follen, dem Gründer der „Gießener Auswanderungsgesellschaft“ von 1833; der Sohn seiner Schwester Luise war der Naturwissenschaftler Carl Vogt.

## Leben

### Gießen
Er besuchte das Gymnasium in Gießen, erlernte die Sprachen Latein, Griechisch, Hebräisch, Französisch und Italienisch und ließ sich von Friedrich Gottlieb Welcker (1784–1868) für den Schillerschen Heroismus und den antifranzösischen Nationalismus Jahns, Körners und Arndts begeistern. 1813 begann er mit dem Studium der Jurisprudenz. Er schloss sich 1814 mit vielen Studenten einem Freikorpszug nach Frankreich an, um gegen Napoleon I. zu kämpfen, nahm aber nicht an Kampfhandlungen teil.
Am 17. November 1814 begründete er zusammen mit anderen Studenten der Universität Gießen die Teutsche Lesegesellschaft zur Errichtung vaterländischer Zwecke, eine Studentenverbindung, die neben der Jenaer „Urburschenschaft“ als Wegbereiter der deutschen Burschenschaftsbewegung gilt. Nach dem Zerfall der Lesegesellschaft im Januar 1815 bildeten sich die gemäßigte Verbindung Teutonia und die von Follen geleitete, radikaler ausgerichtete Germania, die als geheimes Bundeszeichen das Akronym M H B G („Im Herzen Muth, Trotz unterm Huth, am Schwerte Bluth, macht alles Gut“) führten. Später entstand daraus der Deutsche Bildungs- und Freundschaftsverein.
1816 beteiligte Follen sich als Anhänger der nationalistischen Turnbewegung Friedrich Ludwig Jahns an der Gründung der „Christlich-Teutschen Burschenschaft“, deren Satzung („Ehrenspiegel“) er entwarf. Recht auf Zugehörigkeit und politische Entscheidung sprach er darin jenen Studenten zu, die in der „Geschichte des Blutes, Glaubens, der Erziehung“ verbunden seien; damit waren Juden von der Teilnahme ausgeschlossen. Er wurde inspirierender Kern der wegen ihrer Tracht so genannten Gießener Schwarzen. Im Januar 1817 verfasste er einen Beschluss zur rechtlichen Gleichstellung innerhalb der Burschenschaften und richtete sich damit gegen den Isolationismus der landsmännisch denkenden Burschenschaften. Heftige Auseinandersetzungen gegen seine Person, die mit Denunziationen und Ausschlüssen von Follens Anhängern aus den Landsmannschaften einhergingen, brachten dem Ehrenspiegel zunehmend den Ruf eines Dokuments der Subversion und des Landesverrats ein. Am 22. März sprach die Universität Gießen gegen Burschenschafter erstmals Drohungen mit Relegation aus.
Follen überzeugte durch sein großartiges Redetalent, seine dichterische und musikalische Begabung.

„Wir müssen die Volksfreiheit erlangen durch jedes Mittel, welches nur immer sich uns bietet. Aufruhr, Tyrannenmord und alles, was man im gewöhnlichen Leben als Verbrechen bezeichnet und mit Recht straft, muss man einfach nur zu den Mitteln zählen, … zu den Waffen, welche gegen die Tyrannen allein uns übrig bleiben.“

Ebenso rief er in seinem republikanischen Großen Lied, das als Flugblatt verbreitet wurde, unverhüllt zum Tyrannenmord und zur Erhebung auf: „Nieder mit Thronen, Kronen, Frohnen, Drohnen und Baronen“. 1818 gründete er die Allgemeine Gießener Burschenschaft Germania, die 1819 durch die Karlsbader Beschlüsse aufgelöst wurde. Im selben Jahr erfolgte seine Promotion zum Dr. juris im Zivil- und Kirchenrecht. Er setzte sich alsbald durch eine Petition, die am 28. November 1818 in den hessischen Zeitungen veröffentlicht wurde, zugunsten der hessischen Bauern erfolgreich gegen eine Zinserhöhung ein. Damit setzte er seine Karriere aufs Spiel. Da Follen keine Berufung als Professor bekam, verließ er Gießen und ging 1819 in das liberale Sachsen-Weimar-Eisenach. An der Universität Jena lehrte er an der Juristischen Fakultät.

### Jena
In Jena begegnete Follen dem bei den Studenten angesehenen nationalistischen Philosophen Jakob Friedrich Fries, der die Gesinnung und innere Überzeugung zum politischen Handlungsprinzip erklärt hatte. Follen radikalisierte Fries’ System: die gelebte freudige Opferbereitschaft, die absolute Überzeugungstat bis hin zum Märtyrertod: „Lieber eine gegen Gottes Gebot verstoßende Tat begehen, wenn dadurch das Volk gerettet werden konnte. Das Wissen darum, dass Kameraden in Unfreiheit leiden müssen blieb ihm unerträgliche Last“ (nach Christian Sartorius). Hier gründete und leitete er den inneren geheimen Kreis der „Unbedingten“, dem auch der Theologiestudent Karl Ludwig Sand angehörte. Nach dessen Attentat auf den Schriftsteller August von Kotzebue richteten sich die Verdächtigungen gegen Follen als den angeblichen geistigen Urheber der Tat, obwohl Sand bis zu seiner Hinrichtung darauf beharrte, das Attentat alleine geplant und vorbereitet zu haben.

### Flucht
Follen wurde als Folge der Vorfälle in Jena die Lehrberechtigung entzogen. Er floh im Herbst 1819 zunächst ins Vaterhaus nach Gießen, wo ihm ebenfalls ein Lehrverbot und gleichzeitig ein Ausreiseverbot erteilt wurde. Im Winter 1819 begab er sich nach Straßburg, wo er sich Sprach- und Literaturstudien widmete. Im Februar 1820 wandte er sich nach Paris, wo insbesondere seine Begegnung mit dem Marquis de Lafayette für seinen Weg nach Amerika bedeutsam werden sollte. Die Ermordung von Charles Ferdinand de Bourbon, dem Herzog von Berry, am 13. Februar 1820 löste eine Ausweisungswelle aus, so dass auch Follen Frankreich verlassen musste und die Flucht in die Schweiz antrat. Im September begann er eine Tätigkeit an der Kantonsschule in Chur. Hierher folgte ihm sein Bruder Adolf Ludwig nach zweijähriger Haft in Berlin.

### Basel
1821 folgte Follen einem Ruf an die Universität Basel, wo er alsbald Anlaufpunkt deutscher Exilanten wurde, die er an die Universität vermittelte und die das Ansehen der Hochschule weiter wachsen ließen. Dazu zählten u. a. Martin Leberecht de Wette, mit dem zusammen er ab 1823 die Wissenschaftliche Zeitschrift herausgab. Bei allen Aktivitäten hielt Follen ständige Kontakte nach Deutschland aufrecht, organisierte jährliche illegale Vereinstage und schuf den Plan eines revolutionären Jünglingsbundes.
1824 verstärkte sich der preußische Druck auf die Universität Basel, sich von Follen zu trennen. Ein Schreiben mit der Anschuldigung einer Verschwörung wurde mit einer folgenlosen Untersuchung quittiert. Am 27. August ging eine preußische Note zur Auslieferung des „gebohrnen preußischen Untertanen“ Follen ein (obwohl sein Geburtsort Romrod nicht zu Preußen, sondern zur Provinz Oberhessen der Landgrafschaft Hessen-Darmstadt, seit 1806 Großherzogtum Hessen, gehörte), woraufhin die Schweizer Regierung erfolglos Akteneinsicht forderte. Als schließlich Preußen, Österreich und Russland mit dem Abbruch der freundschaftlichen Beziehungen drohten, beschloss die Schweizer Regierung die Festnahme, riet gleichzeitig aber Follen zum Verlassen des Landes. Im Kofferraum einer Postkutsche trat er die Flucht aus Basel nach Le Havre an, wo er am 5. November 1824 zusammen mit Karl Beck, Friedrich Bunte, Jakob Homburg und Wilhelm Wesselhöft an Bord der Cadmos in See stach. Während der Überfahrt begann er mit dem Erlernen der englischen Sprache; er erreichte Amerika am 19. Dezember 1824.

### Amerika
Innerhalb von sechs Monaten in New York und Philadelphia hatte er sich – unterstützt durch den regen Kontakt zu Lafayette, die Offenheit Bostons und seine eigene Begeisterung für die amerikanische Demokratie – in Amerika eingelebt. Hier anglisierte er auch seinen Namen in Charles Follen. 1825 arbeitete er an der Harvard University zunächst als Professor für deutsche Sprache und neuere deutsche Literatur. Er reformierte die Studienordnung nach deutschem Vorbild, verfasste 1826 ein viel gelesenes Deutsches Lesebuch (German Reader), sodann 1828 eine Deutsche Grammatik (German Grammar). 1826 führte er gemeinsam mit anderen Emigranten nach deutschem Vorbild das Turnen nach Turnvater Jahn als universitäres Lehrfach ein, das erst im Speisesaal der Universität, dann in der neuen Bostoner Turnhalle veranstaltet wurde.
Follen schloss Bekanntschaft mit der Schriftstellerin Eliza Lee Cabot (1787–1860) aus einer angesehenen Bostoner Familie. Die Heirat erfolgte am 15. September 1828; im März 1830 erwarb er die US-Staatsbürgerschaft, und der Sohn Charles wurde geboren. 1832 stellte er als erster einen Weihnachtsbaum in seinem Haus in Cambridge auf und führte so diesen Brauch in Neuengland ein.

### Abolitionist und Unitarier

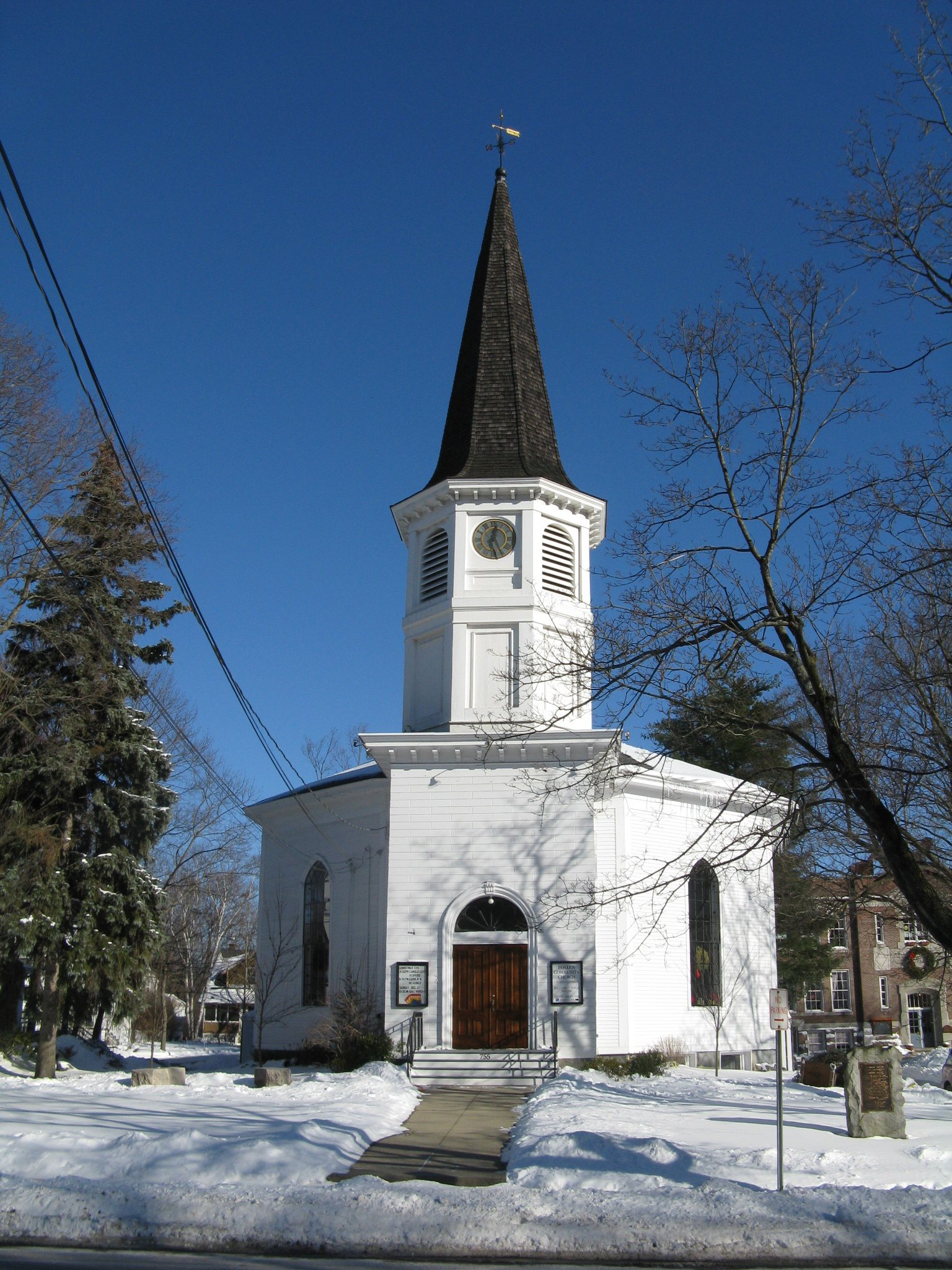
Die nach Follen benannte unitarische Kirche in Lexington (Massachusetts)

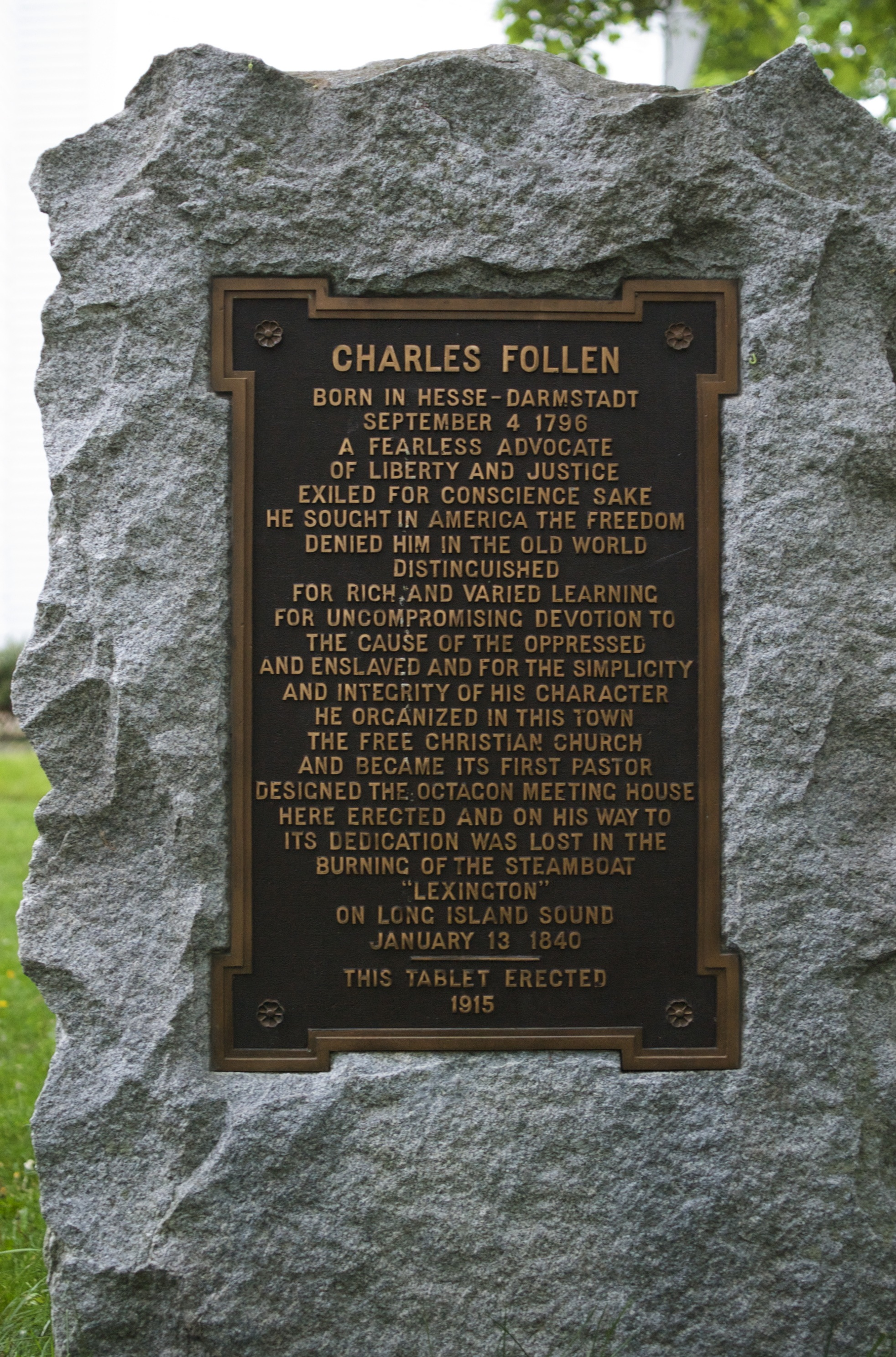
Gedenkstein auf dem Friedhof in Lexington

Die Abolitionismusbewegung zur Abschaffung der Sklaverei in den USA entstand ab 1831. U. a. hatte Follen Kontakte mit William Lloyd Garrison (1805–1879). Da er in seinen Vorlesungen die Sklaverei und ethnische Diskriminierung anprangerte, wurde 1832 sein Vertrag an der Universität nicht verlängert. In der Folgezeit wurde er Zielscheibe heftiger Anschuldigungen, wobei ihn die Presse als ausländischen Brandstifter brandmarkte. Unbeirrt verfolgte er seine Ziele der Sklavenemanzipation weiter.
1836 erfolgte in Boston die Gründung einer unitarischen theologischen Fakultät. Im gleichen Jahr wurde Follen als unitarischer Pfarrer in Lexington (Massachusetts) ordiniert. Zwei Jahre später wurde Follen Pfarrer einer unitarischen Gemeinde in Upper East Side in New York (heute die Unitarian Church of All Souls). 1839 entwarf er das Projekt einer neuen Kirche in Lexington. Am 13. Januar 1840 trat er zur Einweihung der Kirche seine Reise von New York nach Lexington mit dem Dampfschiff Lexington an. Vor Long Island wurde er das Opfer einer Schiffskatastrophe. Wegen seiner kompromisslosen Kritik an der Sklaverei verweigerte ihm die konservative Bostoner Öffentlichkeit zunächst ein Begräbnis. Erst durch den öffentlichen Druck der Massachusetts Antislavery Society erfolgte am 17. April 1840 Follens Beerdigung in der Marlborough Kapelle.
Seine gesammelten Werke wurden postum durch seine Frau 1842 herausgegeben.

## Würdigung
In Gießen wurde eine Straße nach Karl Follen benannt.

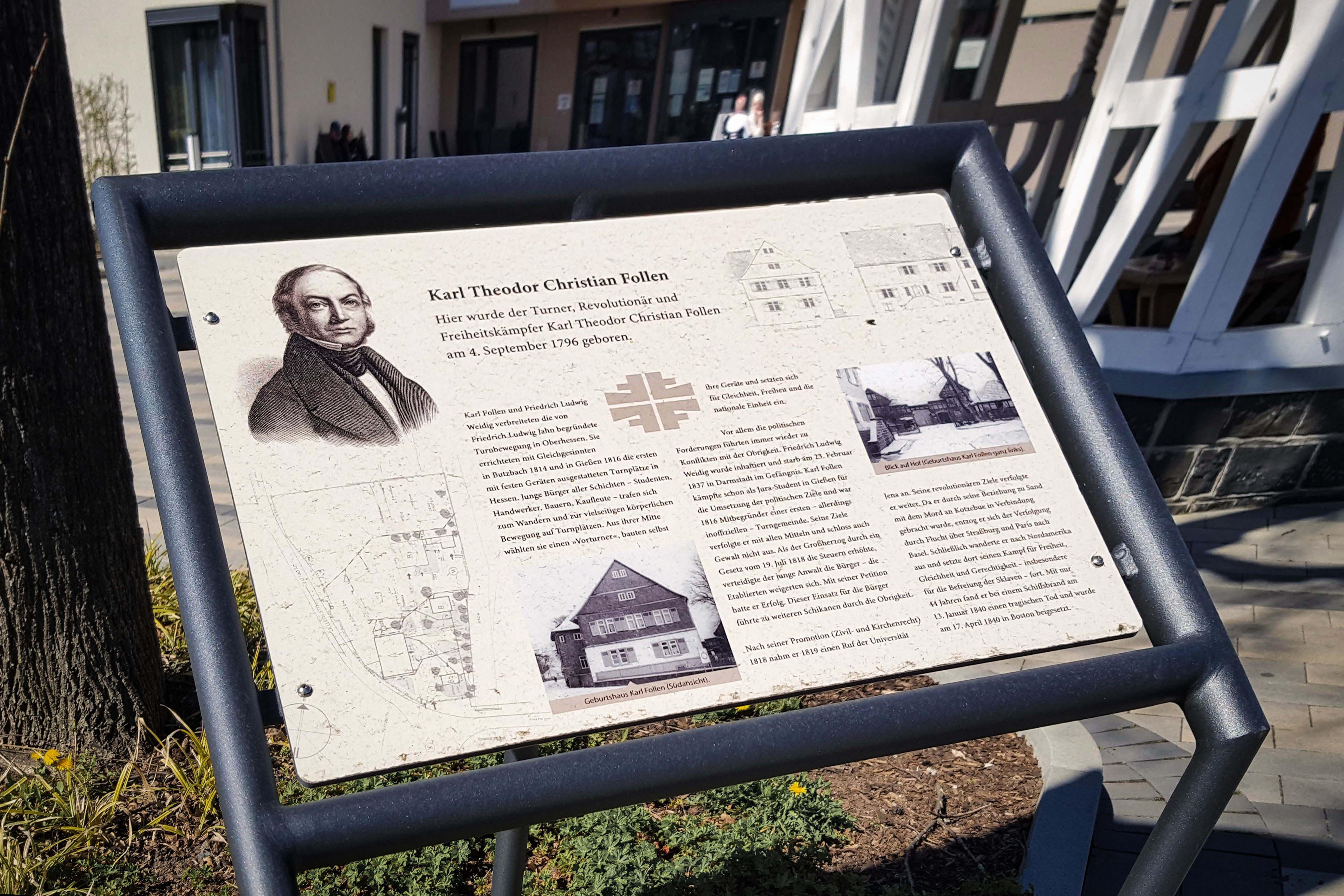
Karl Follen Gedenktafel in seinem Geburtsort Romrod, eingeweiht am 19. März 2022.

In Karl Follens Geburtsort Romrod wurde 2022 feierlich eine Gedenktafel eingeweiht. Die Laudatio hielt der Follen-Biograf Frank Mehring.